# 德拉帕卡河
德拉帕卡河（烏克蘭語：Драпака），是烏克蘭的河流，位於該國西部捷爾諾波爾州，屬於尼奇拉瓦河的左支流，發源自奧澤里亞尼以西，流經博爾曉夫區，河道全長17公里，流域面積57平方公里。